# Groß Steinrade
Groß Steinrade ist ein Ortsteil der Hansestadt Lübeck. Er bildet zusammen mit dem Ortsteil Schönböcken und dem südwestlichen Abschnitt der Siedlung Dornbreite den Lübecker Stadtbezirk Groß Steinrade/Schönböcken, der wiederum Teil des Lübecker Stadtteils St. Lorenz Nord ist. Im Zuge der Gebietsreform von 1970 wurde Groß Steinrade nach Lübeck eingemeindet, vorher gehörte er zu Stockelsdorf.

## Geschichte
Das Dorf Steinrade wurde erstmals 1303 urkundlich erwähnt. Der Name „Steinrade“ wird von „Rodung des Steen“ abgeleitet. Als die ersten Siedler unter ihrem Anführer Steen, einem Siedlungsbeauftragten (Lokator) des Grafen dorthin kamen, fanden sie einen Urwald vor, den sie zunächst roden mussten, um dort leben zu können.

### Gut Groß Steinrade

Groß Steinrade und Steinrader Baum am westlichen Lübecker Landgraben

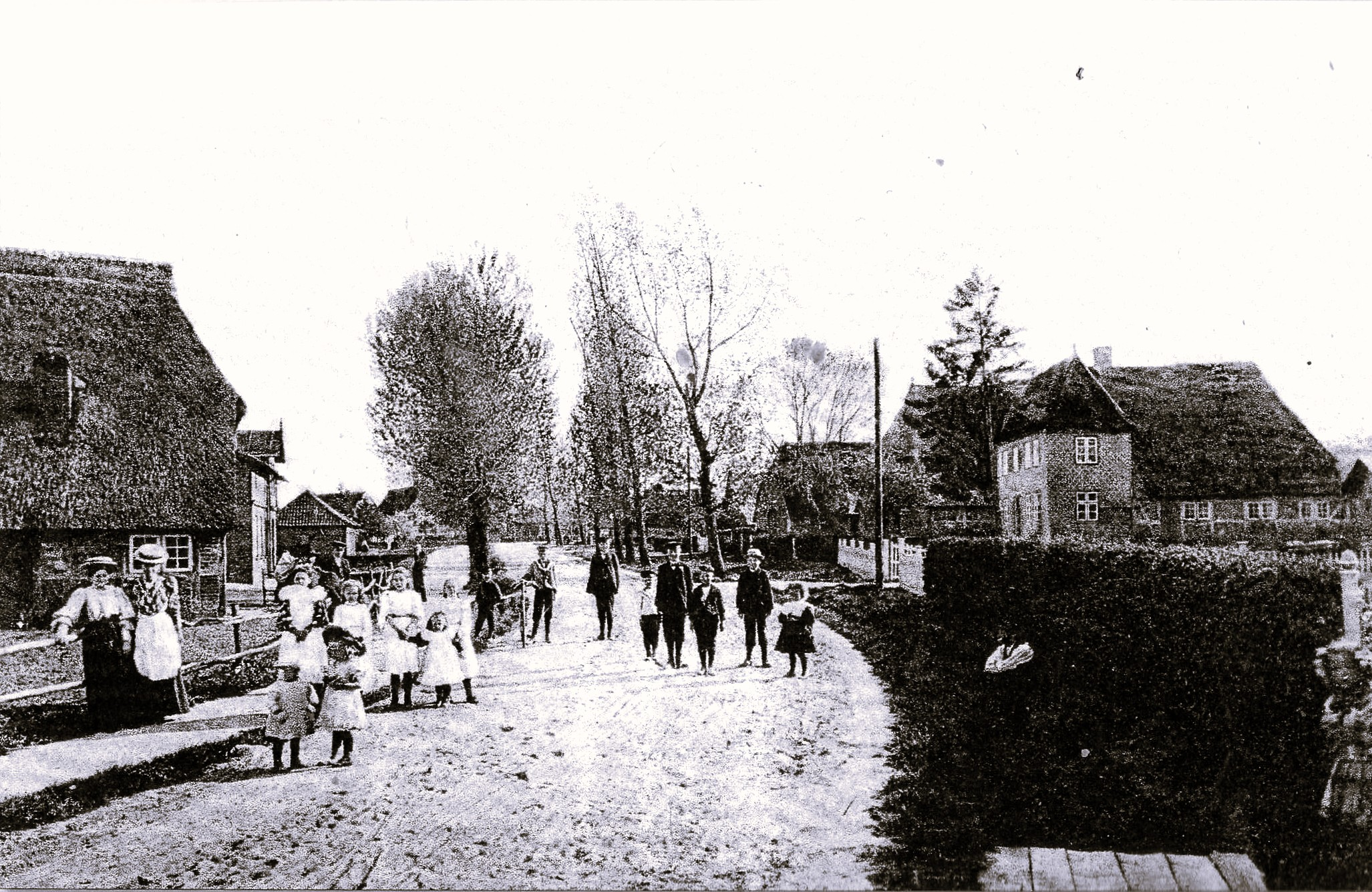
Groß Steinrade, 1906

Groß Steinrade war ein lübsches Gut, dessen erster Besitzer um 1306 der Ritter Marquard von Sandberg war. Er verkaufte die Güter Steinrade und Eckhorst an den Lübecker Ratsherrn Dietrich von Ahlen. Im Zusammenhang mit diesem Verkauf erfolgte die Anerkennung als Lübsches Gut, welche 1318 noch einmal bestätigt wurde.
Die nachfolgenden Besitzverhältnisse zeichneten sich durch mehrfache Teilungen des Gesamtbesitzes und häufige Besitzerwechsel aus, wie die der Patrizierfamilien Segebodo Crispin († 1388, Ratsherr von Lübeck) und dessen Sohn Johann Crispin († 8. April 1442 in Lübeck, Ratsherr von Lübeck), Hermann von Wickede II (* 1436 in Lübeck; † 8. April 1501 in Lübeck), von Calven und von Brömbsen. 1679 erbte die Familie von Wickede Groß Steinrade. Mit dem Tod des Domdekans Johann von Wickede im Jahr 1732 gelangte das Gut an dessen Schwiegersohn Henning von Rumohr (1722–1804), den Vater Carl Friedrich von Rumohr. Die Familie Rumohr blieb bis kurz nach dem Tod des Brigadegenerals der Bundeswehr Detlev von Rumohr (* 18. Januar 1908 in Plön; † 17. Juni 1961 auf Gut Steinrade) im Besitz des Gutes. Sein Sohn Peter führte das Gut Groß Steinrade noch kurzfristig weiter.
Zum Gut gehörten das Dorf Steinrade, ein Teil vom Dorf Heckkathen und Wüstenei, ein Gehölz mit einer Försterwohnung und einigen Häusern. Im gesamten Gut befanden sich 33 größere und 15 kleinere Landstellen, die Zahl der Einwohner betrug 558. Zum Gut gehörte ein Wirtshaus, ein Schmied und einige Handwerker sowie eine Kornmühle, zu der die Anwohner zwangsverpflichtet waren (ihr Mehl durften sie nur in dieser Mühle mahlen lassen). Von Wickede gestiftete Schule. Mit der Auflösung des Gutes wurden das Gutshaus und der Hof sowie der Forsthof Wüstenei abgerissen. Auf dem Forsthof Wüstenei befindet sich die Grabanlage von Detlev und Ursula von Rumohr sowie das Ehrenmal Detlev von Rumohr.
Der etwa 150 ha große Forstbesitz der Familie ging 1966 in das Eigentum der Bundesrepublik Deutschland über und wird bis heute durch die Bundeswehr als Standortübungsplatz Wüstenei genutzt.
Im Jahr 1881 wurde Groß Steinrade von einem verheerenden Großfeuer heimgesucht, woraufhin im Jahre 1887 die freiwillige Feuerwehr Groß Steinrade gegründet wurde.
1910 wurde die Grundschule Gr. Steinrade mit etwa 60 Schülern eröffnet. Die vom Baudirektor Baltzer 1909 am Drögeneck 3 errichteten Haupt- und Nebengebäude mit dem umgebenden Schulhof stehen unter Denkmalschutz (Liste der Kulturdenkmale in Lübeck-St. Lorenz, Objekt-ID. 1259). Zur Förderung der Dorfgemeinschaft wurde am 17. März 1992 der gemeinnützige Verein, Dorfgemeinschaft Gr. Steinrade e.V. gegründet, der seinen Sitz am Standort der Grundschule hat.

#### Steinrader Mühle

Windmühle Groß Steinrade

Die Steinrader Mühle, Mühle Bielfeldt wurde um 1830 als Holländerwindmühle errichtet und bis 1935 als Kornmühle betrieben. Sie stand auf dem 31 m hohen Mühlenberg am westlichen Ortsende, Richtung Badendorf (Lage). Ein Großfeuer vernichtete die Mühle am Abend des 23. März 1971. Sie war lange Zeit das Wahrzeichen des Dorfes Groß Steinrade, das heute als Logo der Dorfgemeinschaft Groß Steinrade e.V. dient.

#### Wüstenei
Die Wüstenei ist ein 335 ha großes Gelände, das sich auf Lübecker Gebiet befindet, ein kleinerer Teil gehört zur Gemeinde Badendorf (Kreis Stormarn) (Lage). Der von der Bundeswehr genutzte militärische Teil ist gesperrter Bereich. Seit 1994 ist ein ca. 100 ha großer und abgetrennter Teil der Wüstenei für die Öffentlichkeit zugänglich. 227 ha sind nach der EU-Richtlinie Flora-Fauna-Habitat (FFH) geschützt und zählt zu den Landschaftsschutzgebieten in Lübeck. Es kommen dort mindestens sieben Amphibienarten vor, darunter der gefährdete Kammmolch. 40 Kleingewässer und Kleinstmoore gelten als besonders schutzwürdig.

### Gut Mori

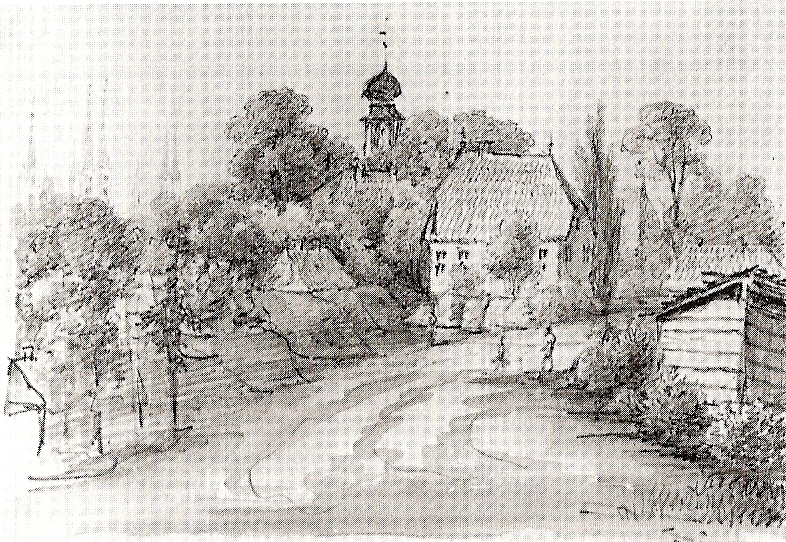
Gut Mori, Zeichnung von 1869

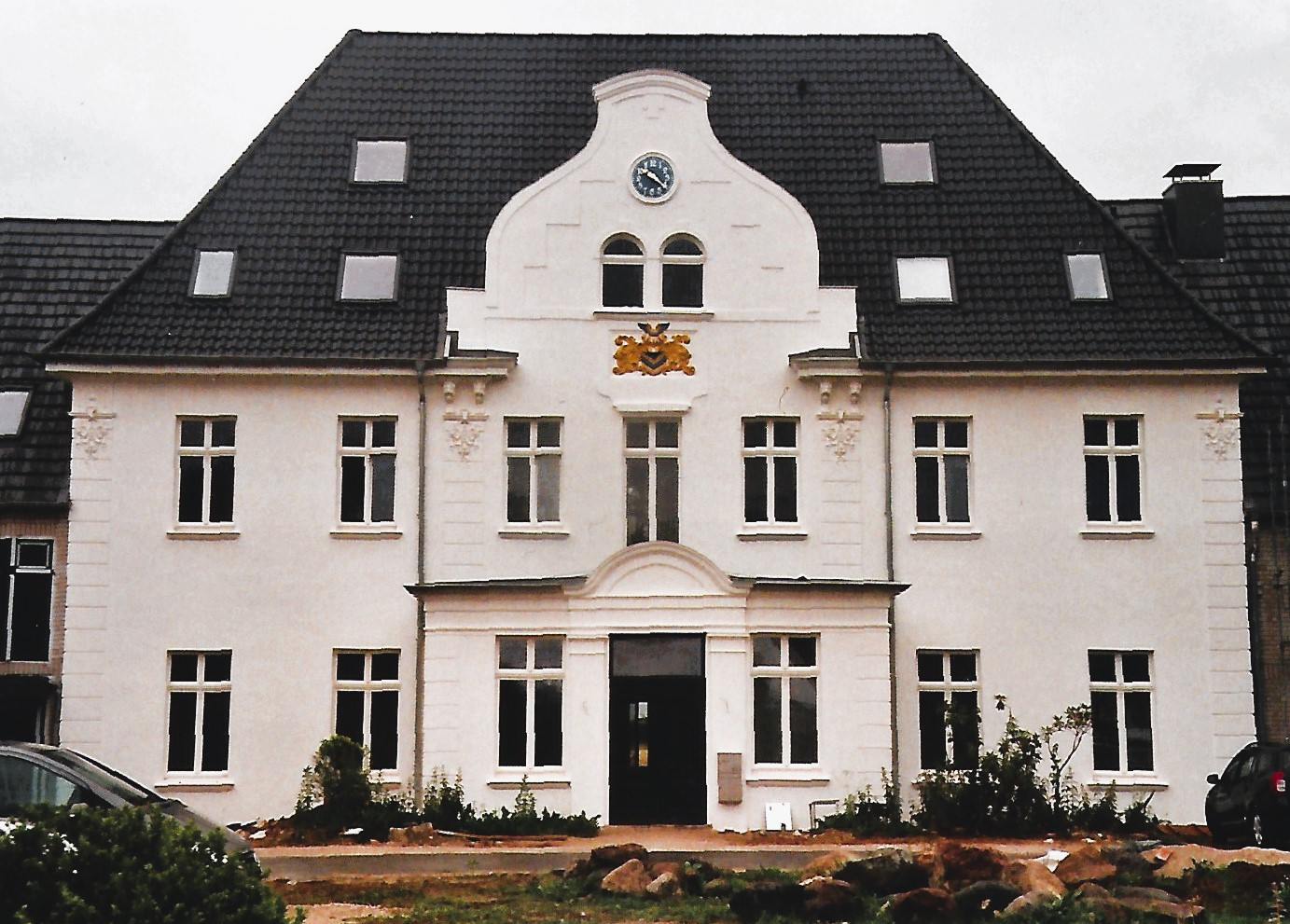
Herrenhaus Gut Mori

Mori ist ein ehemaliges lübsches Gut, das 1333 als Meierhof des Gutes Stockelsdorf erwähnt wurde. Erster Besitzer war Bertram Vorrade (* um 1300; † nach 1377 wohl in Lübeck), Bürgermeister von Lübeck – später sein Vetter Tiedemann Vorrad. Als dieser 1385 ohne Erben starb, musste der Hof verkauft werden. 1410 erwarb Wilhelm von Calven († 28. Dezember 1465 in Lübeck), ab 1441 Bürgermeister von Lübeck das Gut, das bis 1636 im Besitz der Familie verblieb. In der Folge erwarb der Lübecker Ratsherr Adrian Müller (* 13. April 1573 in Aschersleben; † 23. Oktober 1644 in Lübeck) den heruntergekommenen Hof und ließ ein neues Herrenhaus im Stil der Renaissance mit Bergfried als Schutz der Dorfbewohner im Dreißigjährigen Krieg errichten. Bis 1697 blieb das Gut im Besitz der Familie Müller. Nach vielen Besitzerwechseln erwarb Carl Theodor Plessing (* 22. März 1856 in Lübeck; † 8. September 1929) Mori um 1900, der das alte Herrenhaus wieder bewohnbar machte und das Gut bewirtschaftete. Nach dem Ersten Weltkrieg übernahm sein Sohn das Gut Mori.
Das Gut Mori bestand aus den Dörfern Mori und Fackenburg, der Parcellenstelle Ravensbusch, dem Gehöft Holzkamp und eine Hufe im Dorf Heckkathen. Zum Gut gehörten auch eine Brau- und Brennerei und eine Schmiede. Im Dorf Mori (auch Klein Steinrade genannt) gab es 9 Erbpachtstellen und 8 Katen sowie mehrere Schuster, einen Schneider, Weber, Tischler und Schlachter. Am 17. Juni 1836 brannten im Gut Mori 11 Gebäude ab.
Das Gut wurde 1934 aufgelöst und gelangte in den Besitz des Landes Schleswig-Holstein. Mori wurde seit den 1950er Jahren bis 2010 als Seniorenwohnheim genutzt (Morierhof). Ab 2012 wurde es zu einem Mehrgenerationen-Wohnprojekt mit 41 Wohnungen umgebaut und erweitert.
Auf der Anlage befand sich seit 2015 auch die „Freie Dorfschule Lübeck“, in der rund 55 Kinder nach dem sogenannten „waldorfnahen Dorfschulkonzept“ unterrichtet wurden. Mit Schreiben vom 19. Mai 2023 widerrief das Bildungsministerium von Schleswig-Holstein die Ersatzschulgenehmigung der „Freien Dorfschule Lübeck“ aufgrund gravierender Defizite im Schulbetrieb.
Das Herrenhaus wurde 2013 als Kulturgut von besonderer Bedeutung ins Denkmalbuch der Hansestadt Lübeck eingetragen. Es enthält einen Dachstuhl von 1637 mit Deckenbemalungen aus dem 17. Jahrhundert.
Das 33.600 m² große Grundstück mit dem Herrenhaus, Pferdestall und Torhaus gehört nach der Gebietsreform von 1970 zum Lübecker Stadtteil Groß Steinrade und befindet sich nur wenige Meter zur Stockelsdorfer Gemeindegrenze.